# 739 (numero)
Settecentotrentanove (739) è il numero naturale dopo il 738 e prima del 740.

## Proprietà matematiche
- È un numero dispari.
- È un numero difettivo.
- È un numero primo.
  - È un numero primo troncabile a destra poiché 7, 73 e 739 sono tutti primi.
- È un numero omirp.
- È un numero di Ulam.
- È parte della terna pitagorica (739, 273060, 273061).
- È un numero fortunato.
- È un numero felice.
- È un numero malvagio.

## Astronomia
- 739 Mandeville è un asteroide della fascia principale.
- NGC 739 è un galassia spirale della costellazione del Triangolo.

## Astronautica
- Cosmos 739 è un satellite artificiale russo.